# Awin (przedsiębiorstwo)
Awin AG (do 2017 Zanox i Affiliate Window) – globalna sieć afiliacyjna działająca w sektorze handlu elektronicznego i programów partnerskich powstała z połączenia Affiliate Window i sieci Zanox.
Została założona w 2000 roku przez Thomasa Hesslera, Heiko Raucha i Jensa Hewalda.
Jest częścią rodziny Axel Springer i United Internet Group. Łączy ponad 100 tys. aktywnych wydawców i 13 tys. reklamodawców. Awin zatrudnia ponad 1000 pracowników w 15 biurach na świecie. Sieć działa w sektorach retail, telekomunikacyjnym, travel i finansowym. Główna siedziba firmy mieści się w Berlinie.

## Historia
Zanox i Affiliate Window były częścią grupy Zanox, stworzonej w 2010 roku po przejęciu Affiliate Window przez Zanox w celu stworzenia największej europejskiej sieci marketingu afiliacyjnego. Przed przejęciem firmy te były niezależne do 2014 roku, kiedy doszło do połączenia wspólnego zarządu: Mark Walters jako CEO, Adam Ross jako COO i Peter Loveday jako CTO, kontynuując ich wcześniejszą współpracę w tym charakterze jako zarząd Affiliate Window. Grupa kontynuowała swoje działania w 8 krajach (w tym w Polsce) jako Zanox a jako Affiliate Window działała w Wielkiej Brytanii i Stanach Zjednoczonych.
W 2016 roku zarząd Zanox AG postanowił połączyć dwie firmy w jedną markę o nazwie Awin, która powstała 6 marca 2017 roku. Dzięki temu pozwoliła pomóc osiągać cel uzyskania statusu partnera pierwszego wyboru w marketingu afiliacyjnym na świecie.